# Rolf Schweighöfer
Rolf Schweighöfer (* 1. März 1939) ist ein ehemaliger deutscher Fußballspieler. Der Mittelstürmer hat von 1966 bis 1969 beim SV Werder Bremen 18 Ligaspiele mit sechs Toren in der Fußball-Bundesliga absolviert.

## Laufbahn
Der Stürmer begann seine höherklassige Karriere ab der Saison 1959/60 beim 1. FC Schweinfurt 05 in der Fußball-Oberliga Süd, nachdem er zuvor zwei Jahre in der Amateurmannschaft der Grün-Schwarzen in der 2. Amateurliga Unterfranken gespielt hatte. Von 1959 bis 1963 absolvierte er für die Nullfünfer 59 Oberligaspiele und erzielte dabei 27 Tore. Schweighöfer debütierte am 3. Januar 1960 bei einem 1:1 beim VfB Stuttgart (1:1) an der Seite von Mitspielern wie Robert Gehling, Heinz Krämer, Walter Lang, Alfred Burkhardt und Erwin Aumeier in der Oberliga Süd. In seinem zweiten Oberligaspiel erzielte er beim 1:1 gegen den Karlsruher SC (1:1) sein erstes Tor in der Oberliga Süd. Am Rundenende hatte er zehn Ligaspiele absolviert und fünf Tore erzielt. Die Ära der erstklassigen Oberliga beendete er mit seinen Mannschaftskameraden am 28. April 1963 mit einer 1:5-Auswärtsniederlage beim 1. FC Nürnberg. Der kampfkräftige Mittelstürmer erzielte den Ehrentreffer für Schweinfurt und hatte Mitspieler wie Günter Bernard (Torhüter), Helmut Kraus, Rolf Kupfer und Günther Masurek an seiner Seite.
Ab der Einführung der Fußball-Bundesliga in der Saison 1963/64 spielte der Stürmer dann mit Schweinfurt in der zweitklassigen Regionalliga Süd. Im Debütjahr 1963/64 absolvierte der Angreifer unter Trainer Fritz Käser 33 Ligaspiele und erzielte beim Erreichen des 7. Ranges 17 Tore. In der Saison 1965/66 war er unter Trainer Gunther Baumann entscheidend daran beteiligt, dass die Unterfranken, die ein Jahr zuvor noch gegen den Abstieg spielten, überraschend Platz eins erreichten und die Meisterschaft im Süden feiern konnten. Mit Kurt Dachlauer (19 Tore), Manfred Berz (12 Tore), Manfred Rühr (11 Tore) und Masurek (10 Tore) hatte er torgefährliche Spieler im Angriff an seiner Seite. Zwar stellte Schweinfurt mit 39 Gegentoren die sicherste Abwehr, aber auch mit 74 erzielten Toren, eine gute Offensive im Weg zur Meisterschaft. Mit 33:1 Punkten wurde in den Heimspielen der Grundstock zum Titelgewinn gelegt. In der Aufstiegsrunde lief es dann für den Südmeister nicht mehr gut, Schweinfurt belegte den letzten Platz. Schweighöfer hatte drei Spiele bestritten, er war aber nicht zum Torerfolg gekommen. Von 1963 bis 1966 hatte er in 79 Regionalligaspielen 40 Tore für Schweinfurt erzielt.
Nach dieser Saison wechselte er in die Bundesliga zu Werder Bremen. Zu den Grün-Weißen vom Weserstadion kamen zur Saison 1966/67 aber auch noch Ole Bjørnmose, Werner Görts und von den eigenen Amateuren Carsten Baumann und Herbert Schröder. Zum Bundesligadebüt unter Trainer Günter Brocker kam Schweighöfer am 27. August 1966, bei einer 1:2-Heimniederlage gegen den VfB Stuttgart. Er bildete als Mittelstürmer mit Gerhard Zebrowski, Arnold Schütz, John Danielsen und Klaus Hänel dabei den Werder-Angriff. Nach dem 5:1-Heimerfolg am 24. September 1966 gegen den Nordrivalen Hamburger SV wurde zu Mittelstürmer Schweighöfer in der Bundesliga Chronik notiert: „Und schließlich gelang dem in den Wochen zuvor so glücklosen Schweighöfer endlich der Durchbruch im Angriffszentrum. Sein Tor zum 4:0 (52.), bei dem er den eckigen Horst elegant aussteigen ließ, war eine Augenweide. Auch am 3:0 durch Schütz (42.) hatte Schweighöfer mit schöner Vorarbeit großen Anteil.“ Am 8. Oktober erzielte er beim 4:1-Heimerfolg gegen den FC Bayern München einen und am 26. November beim 4:4-Heimremis gegen den 1. FC Nürnberg, zwei Tore. Als Bremen ersatzgeschwächt am 21. Januar 1967 beim VfB mit einem 1:1 einen Punkt ergatterte, war Schweighöfer der Bremer Torschütze. In der Bundesliga Chronik ist darüber festgehalten „Bremen kam in der 68. Minute völlig verdient zum Ausgleich. Sawitzki unterlief eine Flanke von Görts und Schweighöfer verwandelte mit einem sehenswerten Kopfball.“ Der Mittelstürmer bestritt in Stuttgart sein 13 Bundesligaspiel für Bremen mit sechs Toren und damit waren seine Einsätze für die nächsten zehn Monate beendet. Langwierige Verletzungen und neue Offensivkonkurrenten wie Bernd Rupp und der im zweiten Jahr durchstartende Ole Bjørnmose (alle 34 Spiele mit acht Toren) verhinderten weitere Bundesligaeinsätze des ehemaligen Schweinfurters. Lediglich eine Einwechslung am 18. November 1967 bei einem 4:1-Heimerfolg über den FC Bayern München steht in der Saison 1967/68 im Rekord von Schweighöfer. Mit den vier letzten Ligaeinsätzen in seiner dritten Bremer Saison, 1968/69, unter Trainer Fritz Langner endete die Bundesligakarriere von Rolf Schweighöfer.
Zur Runde 1969/70 wechselte er zurück in die Regionalliga Süd zur SpVgg Fürth, der er für ein Jahr angehörte und er dabei in neun Einsätzen kein Tor mehr erzielte. Er konnte nicht mehr an seine vorherigen Leistungen anknüpfen.